# Katia e Marielle Labèque
Katia (1950) e Marielle Labèque (1952) sono un duo pianistico francese.

## Biografia
Le sorelle Labèque cominciano la loro carriera pianistica in giovane età, quando ricevono le prime lezioni di pianoforte direttamente dalla madre, la pianista italiana (originaria di Torre del Lago Puccini) Ada Cecchi, allieva a sua volta di Marguerite Long. Il loro primo successo fu la registrazione della "Rapsodia in blu" di George Gershwin premiata con un disco d'oro e venduta in oltre 500 000 copie. Da allora sono state invitate a suonare con le più prestigiose orchestre del mondo quali Berliner Philharmoniker, Los Angeles Philharmonic, la Sächsische Staatskapelle Dresden, l'Orchestra di Cleveland, l'Orchestra sinfonica di Boston, i Wiener Philharmoniker e l'Orchestra Filarmonica della Scala ecc., sotto la bacchetta di celebri direttori quali Esa-Pekka Salonen, Zubin Mehta, Giovanni Antonini, Georges Prêtre, Gustavo Dudamel, Charles Dutoit, Semyon Bychkov, Sir John Eliot Gardiner, Antonio Pappano, Colin Davis Sir Simon Rattle ecc.
Hanno aperto anche, nel 2011, la 48ª edizione del Festival Internazionale Musica da camera di Cervo (IM). 
Numerose sono le incisioni per etichette quali Sony, EMI e Philips.

## Repertorio
Dopo aver frequentato a lungo Luciano Berio, le sorelle Labeque hanno intrapreso la strada dell'eclettismo, suonando musiche di qualsiasi epoca e genere. Oltre ai celebri concerti per due pianoforti e orchestra, come il "Concerto per due pianoforti e orchestra di Poulenc" e il "Concerto per due pianoforti e orchestra di Mozart" (il primo dei due ha procurato loro un'audience di 33 000 spettatori in un concerto tenuto con i Berliner Philharmoniker di Simon Rattle), il loro repertorio spazia dalla musica barocca, con collaborazioni con gli ensemble di Andrea Marcon, Sir John Eliot Gardiner e altri, alla musica contemporanea, con un rapporto molto stretto con compositori come Louis Andriessen (che ha dedicato loro il doppio concerto per pianoforte “The Hague Hacking”), Luciano Berio, Pierre Boulez, Philippe Noesmans, Osvaldo Golijov, György Ligeti e Olivier Messiaen.
Il duo ha anche portato a termine progetti di musica jazz, world music e musica pop. In particolare la carriera di Katia si stacca da quella della sorella in quanto ella ha intrapreso anche la via della musica jazz, entrando per un periodo a far parte del gruppo di John McLaughlin e giungendo a stretto contatto con Miles Davis, il quale, nel 1985 le dedicherà due brani del suo album "You're under arrest". Katia ha inoltre suonato con Sting, Chick Corea e Herbie Hancock. Nell'ambito della musica cameristica ha inoltre stretto un sodalizio musicale con la violinista Viktorija Mullova.

## Fondazione KML
Le sorelle Labèque hanno fondato un'organizzazione che si occupa della promozione e della valorizzazione della musica di ogni epoca fino ai nostri giorni, tramite la creazione di progetti musicali e la registrazione di nuove musiche grazie anche alla creazione dell'etichetta di loro proprietà KML Recordings. Con questa fondazione diversi compositori hanno scritto nuove opere per due pianoforti solisti, tanto che, nella stagione 2010/2011 sono stati composti 5 nuovi concerti per due pianoforti e orchestra dedicati a loro.

## Vita privata
Marielle Labèque è sposata con il direttore d'orchestra Semyon Bychkov; le due possiedono un palazzo cinquecentesco a Roma.